# Dances with Wolves
Dances with Wolves là một bộ phim điện ảnh sử thi Viễn Tây của Mỹ phát hành năm 1990 do Kevin Costner đạo diễn, sản xuất và đóng chính. Kịch bản phim do Michael Blake viết dựa theo tiểu thuyết cùng tên của chính Blake, với nội dung kể câu chuyện về một viên trung úy quân đội Mĩ thời nội chiến đi tới biên giới Mĩ để tìm một đồn quân sự và những quan hệ của anh với một nhóm người thuộc bộ lạc Lakota.
Costner đã phát triển bộ phim với kinh phí ban đầu là 15 triệu USD. Dances with Wolves có giá trị sản xuất cao và đã giành bảy giải Oscar trong đó có phim hay nhất và giải Quả cầu vàng cho phim chính kịch hay nhất. Phần nhiều lời thoại bằng ngôn ngữ Lakota có phụ đề tiếng Anh, biên dịch bởi Albert White Hat, chủ tịch của Khoa nghiên cứu Lakota tại Đại học Sinte Gleska. Quá trình quay phim diễn ra tại Nam Dakota và Wyoming.
Dances with Wolves được ghi nhận là nguồn ảnh hưởng chính cho sự hồi sinh của thể loại phim Viễn Tây ở Hollywood. Năm 2007, bộ phim được Thư viện Quốc hội Mỹ lựa chọn để bảo tồn tại Viện lưu trữ phim quốc gia Hoa Kỳ vì "có ý nghĩa về văn hóa, lịch sử hoặc thẩm mĩ".

## Tóm tắt nội dung
Năm 1863, Trung úy John J. Dunbar bị thương trong trận chiến tại Chiến trường St. David ở Tennessee. Bác sĩ phẫu thuật định cắt cụt chi của Dunbar; tuy nhiên, thay vào đó anh chọn chết nơi sa trường, lấy ngựa cưỡi đi dọc theo chiến tuyến của quân miền Nam. Quân miền Nam liên tục nã đạn vào anh và bắn trượt, còn Quân đội miền Bắc tận dụng sự mất tập trung của địch để tiến hành cuộc tấn công thành công. Dunbar nhận được lời tán dương vì lòng dũng cảm và sự chăm sóc y tế giúp anh giữ được chân của mình. Sau đó, anh được tặng Cisco (con ngựa chở anh trong lần đi quyết tử) và để anh lựa chọn nơi đóng quân. Dunbar đề nghị chuyển đến biên giới phía tây, để anh có thể nhìn thấy nó trước khi nó biến mất.
Dunbar được chuyển đến Công sự Hays, một pháo đài lớn do Thiếu tá Fambrough chỉ huy (ông này tỏ ý coi thường sự nhiệt tình của Dunbar). Ông đồng ý đưa Dunbar đến tiền đồn xa nhất thuộc quyền tài phán của mình là Công sự Sedgwick và nâng ly trước khi chia tay Dunbar. Dunbar không hề hay biết là Fambrough (bị bệnh tâm thần nặng và tùy tiện ra lệnh mà ghi lại trong hồ sơ lưu giữ) đã tự sát gần như ngay lập tức sau khi Dunbar rời đi. Dunbar đi cùng Timmons, một người chở lượng thực bằng xe kéo la. Họ tới nơi và thấy công sự bị bỏ hoang. Bất chấp mối đe dọa từ các bộ lạc bản địa gần đó, Dunbar quyết định ở lại và tự mình quản lý đồn.
Anh bắt đầu tái xây dựng và tái tích trữ công sự, ưa thích chốn tích mịch này, ghi chép nhiều quan sát của mình vào nhật ký. Timmons bị Pawnee sát hại trên chuyến đi trở về Công sự Hays. Cái chết của cả Timmons lẫn Fambrough làm quân đội không hay biết về nhiệm vụ của Dunbar, và không có viện binh nào khác đến tiếp ứng.
Dunbar tiếp xúc những người hàng xóm thuộc tộc Sioux khi họ định trộm ngựa của anh và buông lời đe dọa. Vì quyết định rằng việc trở thành mục tiêu là một viễn cảnh tồi tệ, anh đi tìm trại của người Sioux và cố gắng bắt chuyện. Trên đường đi, anh bắt gặp Stands with a Fist. Sau khi bị bắt từ gia đình da trắng của mình, cô được nhận làm con nuôi và đồng hóa thành con gái của Kicking Bird, thầy thuốc của bộ tộc. Cô đang tự cắt mình theo nghi thức để thương tiếc người chồng Sioux quá cố. Dunbar đưa cô trở lại Sioux để dưỡng thương. Mặc dù ban đầu bộ lạc có thái độ thù địch, song một số thành viên sớm bắt đầu tôn trọng anh.
Dunbar dần thiết lập mối quan hệ với Kicking Bird, chiến binh Wind in His Hair và cậu thanh niên Smiles a Lot, họ ban đầu đến thăm trại của nhau. Rào cản ngôn ngữ làm họ thất vọng và Stands with a Fist làm người phiên dịch, mặc dù gặp khó khăn. Cô chỉ nhớ một chút tiếng Anh từ thời thơ ấu của mình trước khi những người còn lại trong gia đình cô bị giết trong một cuộc đột kích của người Pawnee.
Dunbar phát hiện ra rằng những câu chuyện anh từng nghe về bộ lạc là không đúng sự thật, và anh ngày càng tôn trọng và đánh giá cao lối sống và văn hóa của họ. Nhờ học ngôn ngữ của họ, anh được người Sioux chấp nhận làm vị khách danh dự sau khi anh kể cho họ nghe về một đàn trâu di cư và tham gia vào cuộc đi săn. Khi ở Công sự Sedgwick, Dunbar kết bạn với một con sói mà anh đặt tên là "Two Socks" vì đôi chân trước màu trắng của nó. Nhờ quan sát thấy Dunbar và Two Socks rượt đuổi nhau, người Sioux đặt cho anh cái tên "Dances with Wolves". Trong thời gian này, Dunbar cũng tạo dựng quan hệ tình cảm với Stands with a Fist và cung cấp vũ trang cho bộ lạc để giúp họ bảo vệ ngôi làng khỏi cuộc tấn công của bộ tộc đối thủ Pawnee. Cuối cùng Dunbar giành được sự chấp thuận của Kicking Bird để kết hôn với Stands with a Fist và bỏ Công sự Sedgwick.
Vì mối đe dọa ngày càng leo thang từ người Pawnee và Hoa Kỳ, tộc trưởng Ten Bears quyết định chuyển bộ lạc đến trại đông của mình. Dunbar quyết định đi cùng họ, nhưng thấy trước hết phải lấy nhật ký của mình từ Công sự Sedgwick, vì anh nhận ra rằng nó sẽ cung cấp cho quân đội phương tiện để tìm ra bộ tộc. Khi đến nơi, anh thấy công sự đã bị Quân đội Hoa Kỳ chiếm đóng. Vì mặc bộ quần áo của tộc Sioux, những người lính đã nổ súng, lấy mạng Cisco và bắt giữ Dunbar, bắt anh vì tội phản bội.
Hai sĩ quan thẩm vấn anh, song Dunbar không thể chứng minh câu chuyện của mình vì một hạ sĩ tìm thấy cuốn nhật ký của anh và lấy nó làm giấy vệ sinh. Sau khi từ chối làm thông dịch viên với các bộ lạc, Dunbar bị buộc tội đào ngũ và thuyên chuyển trở lại phía đông như một tù nhân. Những người lính của đội hộ tống đã bắn Two Socks khi con sói định đi theo chân Dunbar, bất chấp Dunbar đã cố can thiệp.
Chung cuộc, tộc Sioux theo dõi đoàn xe, tiêu diệt đám lính và giải thoát cho Dunbar. Họ khẳng định rằng họ không xem anh là một người da trắng, mà là một chiến binh của Sioux có tên Dances with Wolves. Tại trại mùa đông, Dunbar quyết định rời đi với Stands with a Fist vì sự hiện diện thường trự của anh sẽ gây nguy hiểm cho bộ tộc. Khi họ rời đi, Smiles a Lot trả lại cuốn nhật ký mà anh đã tìm thấy trong lúc giải cứu Dunbar, còn Wind in His Hair hét lên với Dunbar, nhắc anh rằng anh ta là bạn của Dunbar, trái ngược với lần gặp gỡ đầu tiên của họ khi anh ta hét vào mặt Dunbar một cách thù địch.
Quân đội Hoa Kỳ thì tìm kiếm trên núi, song không thể xác định được vị trí của Dunbar hoặc bộ lạc, trong khi một con sói đơn độc hú lên từ xa.
Phần kết viết: "13 năm sau—nhà cửa của họ bị phá hủy, đàn trâu của họ biến mất—nhóm người Sioux tự do cuối cùng quy phục chính quyền da trắng tại Công sự Robinson, Nebraska. Nền văn hóa ngựa vĩ đại của vùng đồng bằng đã biến mất, và biên giới nước Mỹ sẽ sớm đi vào lịch sử."

## Phân vai
- Kevin Costner vai Trung úy John J. Dunbar / Dances with Wolves (Lakota: Šuŋgmánitu Tȟáŋka Ób Wačhí)
- Mary McDonnell vai Stands With A Fist (Napépȟeča Nážiŋ Wiŋ)
- Graham Greene vai Kicking Bird (Ziŋtká Nagwáka)
- Rodney A. Grant vai Wind In His Hair (Pȟehíŋ Otȟáte)
- Floyd Red Crow Westerman vai Tù trưởng Ten Bears (Matȟó Wikčémna)
- Tantoo Cardinal vai Black Shawl (Šiná Sápa Wiŋ)
- Jimmy Herman vai Stone Calf (Íŋyaŋ Ptehíŋčala)
- Nathan Lee Chasing His Horse vai Smiles A Lot (Iȟá S’a)
- Michael Spears vai Otter (Ptáŋ)
- Jason R. Lone Hill vai Worm (Waglúla)
- Charles Rocket vai Lt. Elgin
- Robert Pastorelli vai Timmons
- Tony Pierce vai Spivey
- Kirk Baltz vai Edwards
- Tom Everett vai Sgt. Pepper
- Maury Chaykin vai Maj. Fambrough
- Wes Studi vai Toughest Pawnee
- Wayne Grace vai The Major
- Michael Horton vai Captain Cargill (bản mở rộng)

## Sản xuất
Lúc đầu được Michael Blake viết dưới dạng một spec script (kịch bản được viết mà không được đặt trước hay mua, với hy vọng rằng nó sẽ được bán), kịch bản không bán được vào giữa những năm 1980. Đầu năm 1986 (khi còn tương đối vô danh), chính Kevin Costner là người động viên Blake biến kịch bản thành tiểu thuyết, để nó có cơ may được chuyển thể thành phim hơn. Bản viết tay cuốn tiểu thuyết Dances with Wolves bị nhiều nhà xuất bản từ chối nhưng cuối cùng cũng được xuất bản thành sách bìa mềm vào năm 1988. Là tiểu thuyết, bản quyền được Costner mua và nhắm tới chiếc ghế đạo diễn. Quá trình sản xuất thực tế kéo dài bốn tháng, từ 18 tháng 7 đến 23 tháng 11 năm 1989. Bộ phim được quay hầu hết tại Nam Dakota, chủ yếu gần Pierre và Rapid City, với một vài cảnh được quay tại Wyoming; các địa điểm quay cụ thể gồm có Công viên quốc gia Badlands, Black Hills, Vùng hoang dã Sage Creek, khu vực Sông Belle Fourche. Các cảnh săn trâu này được quay tại trại trâu Triple U, bên ngoài Fort Pierre, Nam Dakota, cũng giống như các phân cảnh ở Fort Sedegwick.
Quá trình sản xuất bị trì hoãn nhiều lần do thời tiết thất thường tại Nam Dakota, do khó khăn trong việc "đạo diễn" những con sói khó bảo, và sự phức tạp của những cảnh chiến đấu của những thổ dân da đỏ. Khó nhất là trường đoạn săn trâu đặc sắc của bộ phim: cuộc săn đuổi phức tạp này được quay suốt ba tuần sử dụng 100 thổ dân da đỏ và một đàn trâu vài trăm con chạy tán loạn. Trong một cảnh, Costner (người tự thực hiện hầu hết tất cả những cảnh trên lưng ngựa của mình) bị một người cưỡi ngựa khác chắn ngang và bị văng khỏi lưng ngựa, suýt gãy lưng. Tai nạn này được lưu lại trong The Creation of an Epic, bộ phim tài liệu sau hậu trường có trong DVD ấn bản đặc biệt của phim. Theo bộ phim tài liệu này, không có con trâu nào được tạo ra bằng máy tính (CGI khi ấy còn mới sơ khai) và chỉ một vài con là trâu điện tử được chế tạo bằng máy. Thật ra, Costner và ê kíp đã thuê trại trâu lớn nhất nước, với hai trong số những con trâu được thuần hóa này được mượn từ ca sĩ Neil Young; đây là đàn trâu được sử dụng cho trường đoạn săn trâu.
Kinh phí vượt dự toán là điều không thể tránh khỏi, do Costner phá vỡ vài "quy luật" ngầm của Hollywood dành cho những người mới lần đầu làm đạo diễn: càng tránh quay ở ngoài trời và tránh làm việc với trẻ con và động vật càng tốt. Kết quả là cuối quá trình sản xuất, Costner buộc phải lấy tiền túi 3 triệu USD bổ sung cho kinh phí ban đầu 15 triệu USD của bộ phim. So với sự thất bại đình đám của Heaven’s Gate năm 1980 của Michael Cimino, được xem là bộ phim Viễn Tây được quản lý tồi nhất trong lịch sử điện ảnh, thì dự án của Costner bị gán cho cái tên "Kevin’s Gate" một cách châm biếm bởi các phê bình Hollywood và những chuyên gia hoài nghi về một bộ phim Viễn Tây có phụ đề một phần và dài ba tiếng của một nhà làm phim mới vào nghề.
Ngôn ngữ được nói trong phim là một phiên bản khá chính xác, dù đã được đơn giản hóa, của ngôn ngữ Loakota thực sự. Doris Leader Charge, thầy giáo dạy ngôn ngữ Lakota Sioux năm đó đã 60 tuổi, là người huấn luyện diễn thoại bằng tiếng Lakota trên phim trường và còn đóng vai Pretty Shield, vợ của Tù trưởng Ten Bears, do Floyd Red Crow Westerman đóng.

## Đón nhận

### Doanh thu phòng vé
Mặc dù bị hoài nghi, Dances with Wolves lại trở nên được ưa chuộng ngay lập tức trong phòng vé, cuối cùng thu về 184 triệu USD tại phòng vé Bắc Mỹ, và doanh thu 424 triệu USD trên khắp thế giới.. Bộ phim hiện vẫn là phim Viễn Tây có doanh thu cao nhất mọi thời đại, mặc dù nó chưa tuần nào đứng vị trí đầu tiên trong bản danh sách doanh thu.

### Đánh giá chuyên môn
Tính đến ngày 1 tháng 3 năm 2008, Dances with Wolves nhận được 82% lượng đồng thuận trên hệ thống tổng hợp kết quả đánh giá Rotten Tomatoes, dựa trên 72 bài đánh giá, với điểm trung bình là 7.5/10. Trên trang Metacritic, phim nhận số điểm 72 trên 10, dựa trên 20 bài nhận xét, chủ yếu là những lời khen ngợi. Lượt bình chọn của khán giả trên trang thống kê CinemaScore cho bộ phim điểm "A+" trên thang từ A+ đến F.
Nhà hoạt động xã hội kiêm diễn viên người Mỹ bản địa Russell Means bình luận về phim như sau: "Nhớ Lawrence xứ Ả Rập không?, đó là Lawrence của vùng đồng bằng. Điều kỳ quặc ở việc làm bộ phim đó là, họ cho một phụ nữ dạy ngôn ngữ Lakota cho các nam diễn viên. Nhưng Lakota có một ngôn ngữ giống đực và một ngôn ngữ giống cái. Một số thổ dân da đỏ và Kevin Costner nói theo kiểu giống cái. Khi tôi đi xem bộ phim cùng với một nhóm người Lakota, chúng tôi cười ngặt nghẽo." Một số người Mỹ bản địa khác như Michael Smith (Sioux), chủ tịch của Liên hoan phim Mỹ Ấn thường niên ở San Francisco thì cho biết, "Có rất nhiều cảm giác tuyệt vời về bộ phim này trong cộng đồng người bản địa, đặc biệt là giữa các bộ lạc. Tôi nghĩ sẽ khó có phim nào hay hơn bộ phim này nữa."
Một số lời chỉ trích xuất phát từ thực tế rằng cách phát âm trong phim không chuẩn bởi chỉ có duy nhất một người trong dàn diễn viên là người thổ dân bản địa. Dù sao các cuộc đối thoại bằng ngôn ngữ bản địa trong phim cũng được ca ngợi là một thành tích đáng ghi nhận. Tuy nhiên một số nhà văn cũng lưu ý rằng một số phim tiếng Anh trước đó như Eskimo (1933), Wagon Master (1950) và The White Dawn (1974), cũng kết hợp các đối thoại bằng tiếng bản địa.
Judith A. Boughter viết về Dances with Wolves, "vấn đề với cách tiếp cận của Costner là người Sioux đều là anh hùng, trong khi người Pawnee là những nhân vật toàn hung ác. Hầu hết các bằng chứng về quan hệ Sioux–Pawnee đều cho thấy người Pawnee là nạn nhân của những người Sioux hùng mạnh hơn."

### Giải thưởng và di sản
Tại lễ trao giải Oscar lần thứ 63, Dances with Wolves đã nhận được mười hai đề cử Oscar và giành chiến thắng 7 giải, trong đó có ba hạng mục lớn là phim hay nhất, đạo diễn xuất sắc nhất (Costner) và kịch bản chuyển thể xuất sắc nhất (Blake). Đây cũng là bộ phim Viễn Tây đầu tiên giành giải phim hay nhất của Oscar trong hơn 50 năm kể từ Cimarron (1931). Trong những năm gần đây, các nhà phê bình thỉnh thoảng đặt dấu hỏi về di sản của bộ phim so với Godfellas của Martin Scorsese, bộ phim đã bị Dances with Wolves đánh bại để đoạt giải Oscar cho phim hay nhất. Ngoài ra bộ phim cũng giành một số giải thưởng danh giá khác để trở thành một trong những phim được vinh danh nhất năm 1990. Năm 2007, Thư viện Quốc hội Mỹ đã lựa chọn Dances with Wolves để bảo quản trong Viện lưu trữ phim quốc gia Hoa Kỳ. Nhờ sức tác động đại chúng và lâu dài của bộ phim, một hiệp hội của người Sioux bản địa là Sioux Nation đã nhận Costner làm thành viên danh dự.

## Phần hậu truyện
- The Holy Road, một cuốn tiểu thuyết hậu truyện của Michael Blake, tác giả của cả cuốn tiểu thuyết phần đầu Dances with Wolves và kịch bản điện ảnh, được xuất bản vào năm 2001. Nó nói về những sự kiện diễn ra sau Dances With Wolves mười một năm. John Dunbar vẫn là chồng của Stands With A Fist và hai người có ba đứa con. Stands With A Fist và một trong những đứa con bị bắt cóc bởi một đội gác rừng người da trắng và Dances With Wolves phải làm nhiệm vụ giải cứu. Kể từ năm 2007, Blake viết một kịch bản chuyển thể thành phim, mặc dù Kevin chưa tham gia dự án. Tính đến năm 2007, Blake đang thực hiện phần kịch bản cho phim.[26] Tuy nhiên, cuối cùng, Costner tuyên bố anh sẽ không tham gia vào bất kì phần tiếp theo nào của phim, bao gồm The Untouchables

## Chi tiết liên hệ lịch sử
Cánh đồng St. David, bang Tennessee không tồn tại và vào năm 1863 cũng vậy. Vì trận đánh mở màn là một phần thứ yếu của bộ phim, nên nó được xem là đáng chê trách nếu đặt tên cho một trận đánh lịch sử có thật, điều này có thể khiến người xem có kiến thức phản đối các sự kiện hư cấu.
Pháo đài Sedgwick, tiểu bang Colorado được dựng lên làm Trại Rankin và được đặt tên lại theo Tướng John Sedgwick (1813-1864). Tướng Sedgwick bị thiệt mạng vào ngày 9 tháng 5 năm 1864 tại trụ sở tòa án Trận Spotsylvania, bang Virginia. Pháo đài Sedgwick được dùng làm một đồn quân đội từ tháng 7 năm 1864 tới tháng 5 năm 1871. John Sedgwick đã dựng một pháo đài ở Kansas vào năm 1860. Pháo đài Hays ở Kansas được lấy tên theo Tướng Alexander Hays (1819-1864). Tướng Hays bị thiệt mạng vào ngày 05/05/1864 trong trận Wilderness, tiểu bang Virginia. Pháo đài Hays được dùng làm một đồn quân đội từ 11/10/1865 tới 08/11/1889.
Nhân vật hư cấu Trung úy John Dunbar của năm 1863 xuất hiện đúng quân hàm trong phim, đeo một thanh vàng trên cầu vai quân phục của anh, cho thấy quân hàm của anh là Trung úy. Từ 1836-1872, hàm Trung úy được biểu thị bằng một thanh vàng; sau 1872, quân hàm này được biểu thị bằng một thanh bạc. Từng có một John Dunbar thực làm nghề truyền giáo cho người Pawnee vào thập niên 1830-40, và đứng về phía người bản địa trong một cuộc tranh chấp với nông dân chính phủ và người bản địa ở địa phương. Hiện vẫn không rõ cái tên "John Dunbar" được chọn để đóng vai trò hệ quả đối với nhân vật lịch sử có thật hay không. Tương tự, Đại úy Cargill được mô tả đúng phẩm hàm là đeo một cặp thanh vàng, biểu thị cấp Đại úy vào thời đó.
Trong một buổi phỏng vấn, tác giả tiểu thuyết và kịch bản phim Michael Blake cho biết Stands With a Fist, một phụ nữ da trắng cưới Dunbar, thực sự lấy hình mẫu dựa trên câu chuyện về Cynthia Ann Parker, một cô gái da trắng bị người Comanche bắt và là mẹ của Quanah Parker.

## Bản thay thế
Một năm sau khi bản chiếu rạp của Dances with Wolves được phát hành, một bản mở rộng kéo dài bốn tiếng đồng hồ của phim được công chiếu tại một số rạp chiếu ở Luân Đôn. Phiên bản này mang tên Dances with Wolves: The Special Edition, khôi phục lại tất cả phân cảnh bị loại bỏ khởi bản chiếu rạp gốc để giữ thời lượng phim dưới 3 tiếng. Trong một bức thư gửi tới các nhà phê bình phim ở Anh, đạo diễn Kevin Costner và nhà sản xuất Jim Wilson đã giải thích lý do vì sao họ chiếu một phiên bản dài hơn của phim. Nguồn gốc của phiên bản dài 4 tiếng cũng được giải thích rõ hơn trong một bài viết của báo Entertainment Weekly được đăng tải mưới tháng kể từ khi ra mắt phiên bản gốc của phim. Costner sau đó tuyên bố anh sẽ không tiến hành sáng tạo ra thêm một bản dài 4 tiếng nào nữa.

## Nhạc trong phim
- John Barry là tác giả của nhạc phẩm phim đoạt Oscar này, nó trở thành một tác phẩm nhạc nền trong phim rất phổ biến. Nó được phát hành lần đầu vào năm 1990 và phát hành lại vào năm 1995 với những track bonus và vào năm 2004 với bản nhạc nền "trọn vẹn."
- Peter Buffett soạn nhạc và biên đạo cảnh "múa lửa".
- Giáo hoàng John Paul II từng cho biết bản nhạc nền trong phim là một trong những tác phẩm âm nhạc mà ông yêu thích nhất.